# Trentepohlia nigriceps
Trentepohlia nigriceps är en tvåvingeart som först beskrevs av de Meijere 1919.  Trentepohlia nigriceps ingår i släktet Trentepohlia och familjen småharkrankar. Inga underarter finns listade i Catalogue of Life.